# Культурное низкопоклонство
Культу́рное низкопокло́нство (англ. Cultural cringe) — понятие в культурологии и социальной антропологии, описывающее комплекс неполноценности людей в стране, который приводит к оценке собственной культуры как менее стоящей, чем культуры других стран. Это понятие тесно связано с концепцией колониального менталитета и проявлениями антиинтеллектуализма по отношению к мыслителям, учёным и художникам, которые происходят из колониальной или постколониальной нации. Оно может также проявляться у людей в форме культурного отчуждения.

## История возникновения понятия
Термин был введён австралийским критиком и публицистом из Мельбурна Артуром Филлипсом после Второй Мировой Войны и описан в влиятельном и весьма противоречивом одноимённом эссе в 1950 году. Он исследовал укоренившиеся чувства неполноценности, с которыми сталкивались местные интеллектуалы, и которые были наиболее ярко выражены в австралийских театральных спектаклях, музыке, искусстве и письмах. Последствия анализа Филипса могли быть применены к другим постколониальным народам и стали частью основ теории современного постколониализма в Австралии. Филипс описывал, что австралийское население в целом считало, что все искусство, созданное местными драматургами, актёрами, музыкантами, художниками и писателями было обязательно несовершенным по сравнению с британскими и европейскими аналогами. По словам поэта Криса Уоллеса-Крэбба (процитированного Питером Конрадом ), Австралия была вынуждена рифмоваться с «провалом». Единственным способом подняться в глазах публики было или следование иностранной моде, или проведение определённого времени в Великобритании.
В 1894 году австралийский писатель Генри Лоусон в предисловии к своей книге «Короткие рассказы в прозе и стихах» написал следующее: «Тот же самый несчастный дух пытался избавиться от величайших современных писателей коротких рассказов, таких как «Калифорнийский Диккенс», но Америка не была построена таким образом – так же, как и не был Брет Харт!» Культурное низкопоклонство австралийцев и культурное чванство американцев отражают глубокие контрасты между американским и австралийским опытом освобождения от влияния Великобритании. Филлипс, специализировавшийся исключительно на Австралии, отметил, что спорт является единственной областью, в которой, по словам простых австралийцев, их нация смогла бы выделиться и преуспеть на международном уровне. Действительно, в то время как они гордились способностями местных спортсменов, которых они неизменно считали первоклассными, австралийцы вели себя так, будто в более интеллектуальных сферах нация генерировала лишь второсортные кадры. Некоторые специалисты полагают, что культурное низкопоклонство способствует антиинтеллектуализму, который подкреплял общественную жизнь в Австралии..

## Связь с культурным отчуждением
Культурное низкопоклонство тесно связано с «культурным отчуждением», то есть процессом обесценивания или отказа от собственной культуры или культурного наследия. Человек, который отчуждён в культурном отношении, практически не ценит свою культуру или культуру принимающей страны, а вместо этого жаждет культуру, иногда навязываемую, колониальной нации. Постколониальные теоретики Билл Эшкрофт, Гарет Гриффитс и Хелен Тиффин связывают отчуждение с чувством дислокации или перемещения некоторых народов (особенно с культурой иммигрантов), которое они испытывают при заимствовании ценностей у отдалённых наций. Культурно отчуждённые общества часто демонстрируют слабое чувство культурной самоидентификации и совсем себя не ценят. Существует мнение, что наиболее распространённым проявлением этого отчуждения среди постколониальных народов в настоящее время является аппетит ко всему американскому: от телевидения и музыки до одежды, сленга и даже имен. Однако популярность американской культуры как в бывших колонизированных, так и в колонизаторских странах, возможно, противоречит этому мнению. Отчуждённые в культурном плане индивидуумы также будут обладать небольшим знанием или интересом к истории своего принимающего общества, не придавая реальной ценности этим вопросам.
Проблема культурного отчуждения привела к тому, что австралийские социологи Брайан Хед и Джеймс Уолтер интерпретировали культурное низкопоклонство как веру в то, что собственная страна занимает «подчинённое культурное место на периферии» и что «интеллектуальные стандарты устанавливаются и инновации происходят где-то в другом месте». Как следствие, человек, который придерживается этого убеждения, склонен обесценивать культурную, академическую и художественную жизнь своей страны и поклоняться «высшей» культуре другой (колонизирующей) страны.
Более изощрённый подход к проблемам, связанными с культурным низкопоклонством и испытываемыми людьми с творческими профессиями в бывших колониях по всему миру, был разработан австралийским историком искусства Терри Смитом в его эссе «Проблема провинциализма».

## Культурное низкопоклонство в мире

### Австралия
Термин культурное низкопоклонство чаще всего используется в Австралии, где некоторые считают это явление аспектом австралийской культурной жизни. В работе «Другой взгляд на культурное низкопоклонство» (англ. Another Look at the cultural cringe) австралийский учёный Леонард Джон Хьюм рассмотрел идею культурного низкопоклонства как чрезмерное упрощение сложностей австралийской истории и культуры. В его эссе говорится, что «культурного низкопоклонства ... не существует, но оно было необходимо, и поэтому и было изобретено».
Культурное низкопоклонство может быть выражено в почти навязчивом любопытстве австралийцев, интересующихся тем, что иностранцы думают об Австралии и её культуре.
Некоторые специалисты утверждают, что культурное низкопоклонство особенно влияет на местные телевизионные программы в Австралии, на которые в значительной степени влияют импортные телешоу, в основном американского и британского происхождения. Федеральное правительство приняло законодательство о сохранении квоты австралийского контента (Австралийский стандарт контента и стандарт телевизионных программ 23).
Некоторые утверждают, что форма культурного низкопоклонства привела к анти-культурным настроениям, которые, в свою очередь, привели к сносу многих довоенных зданий мирового класса в Мельбурне, Брисбене и Сиднее и уничтожению одних из самых лучших примеров викторианской архитектуры в мире. Модернизм рассматривался австралийцами как освобождение от имперской Европу, и как восстановление новой независимой идентичности, а существующая довоенная архитектура, которая была особенностью австралийских городов, была очернена. Это привело к многочисленным призывам снести Королевский Выставочный Центр, названный унизительным термином «белый слон». Только когда королева Елизавета II присудила зданию королевский статус, австралийцы стали признавать его ценность. Здание стало первым в Австралии, получившим статус объекта всемирного наследия. Подобная реакция против культурного низкопоклонства продолжается в некоторых областях, таких как архитектура, где местные архитекторы избегают использования «импортированных» стилей.
Также утверждается, что из-за культурного низкопоклонства федеральное правительство подписывает контракты на оказание услуг в области информационных технологий с иностранными транснациональными корпорациями, а не с отечественными IT-компаниями.
Ещё одним проявлением культурного низкопоклонства является «пятно преступности». В течение нескольких поколений после прекращения ссылок в колонию для уголовных преступников, многие австралийцы чувствовали стыд за то, что они произошли от преступников, и многие даже не пытались узнать происхождение своих семей из-за страха найти преступников в своём семейном древе. В последние десятилетия отношения в обществе изменились, и многие австралийцы с предками-преступниками теперь более комфортно расследуют и обсуждают своё прошлое, с гордостью относясь к своим предкам. Вкратце, австралийцы смеются над попытками неавстралийцев негативно говорить о преступном прошлом их предков. Австралийцы теперь более склонны считать предков-преступников свидетельством наличия более позитивно воспринимаемых австралийских атрибутов, таких как антиавторитаризм.

### Бразилия
В Бразилии фраза complexo de vira-lata («Комплекс полукровки») означает то же самое, что и культурное низкопоклонство. Оно предположительно было придумано в 1950-х годах драматургом и журналистом Нельсоном Родригесом. Этот термин часто используется, чтобы критиковать какое-либо отношение любого бразильца к иностранной культуре или политике, считающейся покорной и пренебрежительной по отношению к себе.

### Канада
Многие специалисты в области культуры из Канады предположили, что аналогичный процесс также действует в этой стране. Конкретная фраза «культурное низкопоклонство» широко не используется для обозначения явления в Канаде, хотя оно использовалась в отдельных случаях; как правило, канадские специалисты в области культуры говорят о «канадском комплексе неполноценности» или обозначают конкретные случаи явления с сатирическими терминами, такими как час бобра (англ. beaver hour).
До 1970-х годов канадские радиостанции практически не предоставляли эфирного времени канадской музыке, и, в отличие от CBC Television, канадские телевизионные станции тратили очень мало денег на программы, придуманные канадцами; в ответ Канадская комиссия по радио и телевидению (CRTC) разработала требования к канадскому контенту для радио и телекомпаний. Вопрос о необходимости этих требований остаётся спорным.

### Новая Зеландия
Говорят, что новозеландцы страдают от культурного низкопоклонства, которое в последние годы уменьшается. По сведениям, новозеландский акцент повлиял на культурное низкопоклонство с 1900-х годов, но в последние годы он также смягчается. Похоже, что в 2000-х годах это явление заметно сократилось после успеха фильма «Властелин Колец», который продемонстрировал пейзажи Новой Зеландии и талантливых людей в области кино, а также повысил международную осведомлённость о Новой Зеландии. Телевизионное шоу «Полёт конкордов» (англ. Flight of the Conchords), которое был показан на канале HBO в Соединённых Штатах с 2007 по 2009 год, способствовало распространению осведомлённости о Новой Зеландии в США и во всем мире, а также другие фильмы, такие как «Самый быстрый “Индиан”» (2005).

### Шотландия
Первый министр Шотландии Джек Макконнелл заявил о «шотландском низкопоклонстве» в связи с пренебрежением Шотландии к свободному предпринимательству.